# Saudi Tour 2020
Saudi Tour 2020 – 1. edycja wyścigu kolarskiego Saudi Tour, która odbyła się w dniach od 4 do 8 lutego 2020. Impreza kategorii 2.1 należała do cyklu UCI Asia Tour 2020.
Edycja z 2020 była pierwszą pod nazwą Saudi Tour, organizowaną przez Amaury Sport Organisation. Wcześniej w Arabii Saudyjskiej odbywał się wyścig wieloetapowy o nazwie Tour de Saudi Arabia, do którego historii nawiązuje Saudi Tour.

## Etapy
| Etap | Data  | Start – Meta                                             | type        | Dystans (km) | Zwycięzca etapu   | Lider          |
| ---- | ----- | -------------------------------------------------------- | ----------- | ------------ | ----------------- | -------------- |
| 1    | 4 lut | Narodowy Komitet Olimpijski Arabii Saudyjskiej – Jaww    | płaski      | 173          | Rui Costa         | Rui Costa      |
| 2    | 5 lut | Sadus – Rijad                                            | płaski      | 182          | Niccolò Bonifazio | Rui Costa      |
| 3    | 6 lut | Uniwersytet Króla Sauda – Rijad                          | pagórkowaty | 119          | Phil Bauhaus      | Phil Bauhaus   |
| 4    | 7 lut | Rijad – Al-Muzahmijja                                    | pagórkowaty | 137          | Nacer Bouhanni    | Nacer Bouhanni |
| 5    | 8 lut | Princess Nora bint Abdul Rahman University – Fort Masmak | płaski      | 144          | Phil Bauhaus      | Phil Bauhaus   |

## Drużyny
| WorldTeams (4)- Astana - Bahrain McLaren - NTT Pro Cycling - UAE Team Emirates ProTeams (11)- Arkéa-Samsic - B&B Hotels-Vital Concept p/b KTM - Bingoal-Wallonie Bruxelles - Burgos-BH - Caja Rural-Seguros RGA - Circus-Wanty Gobert - Gazprom-RusVelo - Nippo Delko One Provence - Rally Cycling - Riwal Readynez - Total Direct Énergie Continental teams (3)- Bike Aid - Ribble Weldtite Pro Cycling - Terengganu Inc-TSG Cycling Team |
| |

## Wyniki etapów

### Etap 1
| \| Klasyfikacja etapu \| Klasyfikacja etapu \| Klasyfikacja etapu \| Klasyfikacja etapu \| Klasyfikacja etapu \| \| Kolarz \| Kolarz \| Państwo \| Drużyna \| Czas \| \| ------------------ \| ------------------ \| ------------------ \| -------------------------------- \| ------------------ \| \| 1. \| Rui Costa \| Portugalia \| UAE Team Emirates \| 3h 52' 12" \| \| 2. \| Heinrich Haussler \| Australia \| Bahrain McLaren \| + 0" \| \| 3. \| Nacer Bouhanni \| Francja \| Arkéa-Samsic \| + 0" \| \| 4. \| Tom-Jelte Slagter \| Holandia \| B&B Hotels-Vital Concept p/b KTM \| + 0" \| \| 5. \| Carlos Barbero \| Hiszpania \| NTT Pro Cycling \| + 0" \| \| 6. \| Phil Bauhaus \| Niemcy \| Bahrain McLaren \| + 0" \| \| 7. \| Andreas Kron \| Dania \| Riwal Readynez \| + 0" \| \| 8. \| Niki Terpstra \| Holandia \| Total Direct Énergie \| + 0" \| \| 9. \| Matteo Malucelli \| Włochy \| Caja Rural-Seguros RGA \| + 0" \| \| 10. \| Jens Debusschere \| Belgia \| B&B Hotels-Vital Concept p/b KTM \| + 0" \| |                   |            |                                  |            |
| |                   |            |                                  |            |
| Źródło: ProCyclingStats |                   |            |                                  |            |
| Klasyfikacja etapu |                   |            |                                  |            |
| Kolarz | Kolarz            | Państwo    | Drużyna                          | Czas       |
| 1. | Rui Costa         | Portugalia | UAE Team Emirates                | 3h 52' 12" |
| 2. | Heinrich Haussler | Australia  | Bahrain McLaren                  | + 0"       |
| 3. | Nacer Bouhanni    | Francja    | Arkéa-Samsic                     | + 0"       |
| 4. | Tom-Jelte Slagter | Holandia   | B&B Hotels-Vital Concept p/b KTM | + 0"       |
| 5. | Carlos Barbero    | Hiszpania  | NTT Pro Cycling                  | + 0"       |
| 6. | Phil Bauhaus      | Niemcy     | Bahrain McLaren                  | + 0"       |
| 7. | Andreas Kron      | Dania      | Riwal Readynez                   | + 0"       |
| 8. | Niki Terpstra     | Holandia   | Total Direct Énergie             | + 0"       |
| 9. | Matteo Malucelli  | Włochy     | Caja Rural-Seguros RGA           | + 0"       |
| 10. | Jens Debusschere  | Belgia     | B&B Hotels-Vital Concept p/b KTM | + 0"       |

| \| Klasyfikacja generalna \| Klasyfikacja generalna \| Klasyfikacja generalna \| Klasyfikacja generalna \| Klasyfikacja generalna \| \| Kolarz \| Kolarz \| Państwo \| Drużyna \| Czas \| \| ---------------------- \| ---------------------- \| ---------------------- \| -------------------------------- \| ---------------------- \| \| 1. \| Rui Costa \| Portugalia \| UAE Team Emirates \| 3h 52' 02" \| \| 2. \| Heinrich Haussler \| Australia \| Bahrain McLaren \| + 1" \| \| 3. \| Nacer Bouhanni \| Francja \| Arkéa-Samsic \| + 6" \| \| 4. \| Andreas Kron \| Dania \| Riwal Readynez \| + 9" \| \| 5. \| Tom-Jelte Slagter \| Holandia \| B&B Hotels-Vital Concept p/b KTM \| + 10" \| \| 6. \| Carlos Barbero \| Hiszpania \| NTT Pro Cycling \| + 10" \| \| 7. \| Phil Bauhaus \| Niemcy \| Bahrain McLaren \| + 10" \| \| 8. \| Niki Terpstra \| Holandia \| Total Direct Énergie \| + 10" \| \| 9. \| Matteo Malucelli \| Włochy \| Caja Rural-Seguros RGA \| + 10" \| \| 10. \| Jens Debusschere \| Belgia \| B&B Hotels-Vital Concept p/b KTM \| + 10" \| |                   |            |                                  |            |
| |                   |            |                                  |            |
| Źródło: ProCyclingStats |                   |            |                                  |            |
| Klasyfikacja generalna |                   |            |                                  |            |
| Kolarz | Kolarz            | Państwo    | Drużyna                          | Czas       |
| 1. | Rui Costa         | Portugalia | UAE Team Emirates                | 3h 52' 02" |
| 2. | Heinrich Haussler | Australia  | Bahrain McLaren                  | + 1"       |
| 3. | Nacer Bouhanni    | Francja    | Arkéa-Samsic                     | + 6"       |
| 4. | Andreas Kron      | Dania      | Riwal Readynez                   | + 9"       |
| 5. | Tom-Jelte Slagter | Holandia   | B&B Hotels-Vital Concept p/b KTM | + 10"      |
| 6. | Carlos Barbero    | Hiszpania  | NTT Pro Cycling                  | + 10"      |
| 7. | Phil Bauhaus      | Niemcy     | Bahrain McLaren                  | + 10"      |
| 8. | Niki Terpstra     | Holandia   | Total Direct Énergie             | + 10"      |
| 9. | Matteo Malucelli  | Włochy     | Caja Rural-Seguros RGA           | + 10"      |
| 10. | Jens Debusschere  | Belgia     | B&B Hotels-Vital Concept p/b KTM | + 10"      |

### Etap 2
| \| Klasyfikacja etapu \| Klasyfikacja etapu \| Klasyfikacja etapu \| Klasyfikacja etapu \| Klasyfikacja etapu \| \| Kolarz \| Kolarz \| Państwo \| Drużyna \| Czas \| \| ------------------ \| ------------------ \| ------------------ \| -------------------------------- \| ------------------ \| \| 1. \| Niccolò Bonifazio \| Włochy \| Total Direct Énergie \| 4h 32' 31" \| \| 2. \| Phil Bauhaus \| Niemcy \| Bahrain McLaren \| + 2" \| \| 3. \| Nacer Bouhanni \| Francja \| Arkéa-Samsic \| + 2" \| \| 4. \| Timothy Dupont \| Belgia \| Circus-Wanty Gobert \| + 2" \| \| 5. \| Jens Debusschere \| Belgia \| B&B Hotels-Vital Concept p/b KTM \| + 2" \| \| 6. \| Orluis Aular \| Wenezuela \| Caja Rural-Seguros RGA \| + 2" \| \| 7. \| Imerio Cima \| Włochy \| Gazprom-RusVelo \| + 2" \| \| 8. \| August Jensen \| Norwegia \| Riwal Readynez \| + 2" \| \| 9. \| Julien Trarieux \| Francja \| Nippo-Delko One Provence \| + 2" \| \| 10. \| Youcef Reguigui \| Algieria \| Terengganu Inc-TSG Cycling Team \| + 2" \| |                   |           |                                  |            |
| |                   |           |                                  |            |
| Źródło: ProCyclingStats |                   |           |                                  |            |
| Klasyfikacja etapu |                   |           |                                  |            |
| Kolarz | Kolarz            | Państwo   | Drużyna                          | Czas       |
| 1. | Niccolò Bonifazio | Włochy    | Total Direct Énergie             | 4h 32' 31" |
| 2. | Phil Bauhaus      | Niemcy    | Bahrain McLaren                  | + 2"       |
| 3. | Nacer Bouhanni    | Francja   | Arkéa-Samsic                     | + 2"       |
| 4. | Timothy Dupont    | Belgia    | Circus-Wanty Gobert              | + 2"       |
| 5. | Jens Debusschere  | Belgia    | B&B Hotels-Vital Concept p/b KTM | + 2"       |
| 6. | Orluis Aular      | Wenezuela | Caja Rural-Seguros RGA           | + 2"       |
| 7. | Imerio Cima       | Włochy    | Gazprom-RusVelo                  | + 2"       |
| 8. | August Jensen     | Norwegia  | Riwal Readynez                   | + 2"       |
| 9. | Julien Trarieux   | Francja   | Nippo-Delko One Provence         | + 2"       |
| 10. | Youcef Reguigui   | Algieria  | Terengganu Inc-TSG Cycling Team  | + 2"       |

| \| Klasyfikacja generalna \| Klasyfikacja generalna \| Klasyfikacja generalna \| Klasyfikacja generalna \| Klasyfikacja generalna \| \| Kolarz \| Kolarz \| Państwo \| Drużyna \| Czas \| \| ---------------------- \| ---------------------- \| ---------------------- \| -------------------------------- \| ---------------------- \| \| 1. \| Rui Costa \| Portugalia \| UAE Team Emirates \| 8h 24' 35" \| \| 2. \| Heinrich Haussler \| Australia \| Bahrain McLaren \| + 1" \| \| 3. \| Nacer Bouhanni \| Francja \| Arkéa-Samsic \| + 2" \| \| 4. \| Phil Bauhaus \| Niemcy \| Bahrain McLaren \| + 4" \| \| 5. \| Andreas Kron \| Dania \| Riwal Readynez \| + 9" \| \| 6. \| Jens Debusschere \| Belgia \| B&B Hotels-Vital Concept p/b KTM \| + 10" \| \| 7. \| Carlos Barbero \| Hiszpania \| NTT Pro Cycling \| + 10" \| \| 8. \| Matteo Malucelli \| Włochy \| Caja Rural-Seguros RGA \| + 10" \| \| 9. \| Siergiej Czerniecki \| Rosja \| Gazprom-RusVelo \| + 10" \| \| 10. \| Lucas Carstensen \| Niemcy \| Bike Aid \| + 10" \| |                     |            |                                  |            |
| |                     |            |                                  |            |
| Źródło: ProCyclingStats |                     |            |                                  |            |
| Klasyfikacja generalna |                     |            |                                  |            |
| Kolarz | Kolarz              | Państwo    | Drużyna                          | Czas       |
| 1. | Rui Costa           | Portugalia | UAE Team Emirates                | 8h 24' 35" |
| 2. | Heinrich Haussler   | Australia  | Bahrain McLaren                  | + 1"       |
| 3. | Nacer Bouhanni      | Francja    | Arkéa-Samsic                     | + 2"       |
| 4. | Phil Bauhaus        | Niemcy     | Bahrain McLaren                  | + 4"       |
| 5. | Andreas Kron        | Dania      | Riwal Readynez                   | + 9"       |
| 6. | Jens Debusschere    | Belgia     | B&B Hotels-Vital Concept p/b KTM | + 10"      |
| 7. | Carlos Barbero      | Hiszpania  | NTT Pro Cycling                  | + 10"      |
| 8. | Matteo Malucelli    | Włochy     | Caja Rural-Seguros RGA           | + 10"      |
| 9. | Siergiej Czerniecki | Rosja      | Gazprom-RusVelo                  | + 10"      |
| 10. | Lucas Carstensen    | Niemcy     | Bike Aid                         | + 10"      |

### Etap 3
| \| Klasyfikacja etapu \| Klasyfikacja etapu \| Klasyfikacja etapu \| Klasyfikacja etapu \| Klasyfikacja etapu \| \| Kolarz \| Kolarz \| Państwo \| Drużyna \| Czas \| \| ------------------ \| --------------------------- \| ------------------ \| ------------------------------- \| ------------------ \| \| 1. \| Phil Bauhaus \| Niemcy \| Bahrain McLaren \| 2h 48' 27" \| \| 2. \| Reinardt Janse van Rensburg \| Południowa Afryka \| NTT Pro Cycling \| + 0" \| \| 3. \| Youcef Reguigui \| Algieria \| Terengganu Inc-TSG Cycling Team \| + 0" \| \| 4. \| Carlos Barbero \| Hiszpania \| NTT Pro Cycling \| + 0" \| \| 5. \| Nacer Bouhanni \| Francja \| Arkéa-Samsic \| + 0" \| \| 6. \| August Jensen \| Norwegia \| Riwal Readynez \| + 0" \| \| 7. \| Matteo Malucelli \| Włochy \| Caja Rural-Seguros RGA \| + 0" \| \| 8. \| Timothy Dupont \| Belgia \| Circus-Wanty Gobert \| + 0" \| \| 9. \| Geoffrey Soupe \| Francja \| Total Direct Énergie \| + 0" \| \| 10. \| Lucas Carstensen \| Niemcy \| Bike Aid \| + 0" \| |                             |                   |                                 |            |
| |                             |                   |                                 |            |
| Źródło: ProCyclingStats |                             |                   |                                 |            |
| Klasyfikacja etapu |                             |                   |                                 |            |
| Kolarz | Kolarz                      | Państwo           | Drużyna                         | Czas       |
| 1. | Phil Bauhaus                | Niemcy            | Bahrain McLaren                 | 2h 48' 27" |
| 2. | Reinardt Janse van Rensburg | Południowa Afryka | NTT Pro Cycling                 | + 0"       |
| 3. | Youcef Reguigui             | Algieria          | Terengganu Inc-TSG Cycling Team | + 0"       |
| 4. | Carlos Barbero              | Hiszpania         | NTT Pro Cycling                 | + 0"       |
| 5. | Nacer Bouhanni              | Francja           | Arkéa-Samsic                    | + 0"       |
| 6. | August Jensen               | Norwegia          | Riwal Readynez                  | + 0"       |
| 7. | Matteo Malucelli            | Włochy            | Caja Rural-Seguros RGA          | + 0"       |
| 8. | Timothy Dupont              | Belgia            | Circus-Wanty Gobert             | + 0"       |
| 9. | Geoffrey Soupe              | Francja           | Total Direct Énergie            | + 0"       |
| 10. | Lucas Carstensen            | Niemcy            | Bike Aid                        | + 0"       |

| \| Klasyfikacja generalna \| Klasyfikacja generalna \| Klasyfikacja generalna \| Klasyfikacja generalna \| Klasyfikacja generalna \| \| Kolarz \| Kolarz \| Państwo \| Drużyna \| Czas \| \| ---------------------- \| ---------------------- \| ---------------------- \| -------------------------------- \| ---------------------- \| \| 1. \| Phil Bauhaus \| Niemcy \| Bahrain McLaren \| 11h 12' 56" \| \| 2. \| Rui Costa \| Portugalia \| UAE Team Emirates \| + 3" \| \| 3. \| Nacer Bouhanni \| Francja \| Arkéa-Samsic \| + 8" \| \| 4. \| Youcef Reguigui \| Algieria \| Terengganu Inc-TSG Cycling Team \| + 12" \| \| 5. \| Heinrich Haussler \| Australia \| Bahrain McLaren \| + 13" \| \| 6. \| Carlos Barbero \| Hiszpania \| NTT Pro Cycling \| + 14" \| \| 7. \| Siergiej Czerniecki \| Rosja \| Gazprom-RusVelo \| + 15" \| \| 8. \| Andreas Kron \| Dania \| Riwal Readynez \| + 15" \| \| 9. \| Matteo Malucelli \| Włochy \| Caja Rural-Seguros RGA \| + 16" \| \| 10. \| Jens Debusschere \| Belgia \| B&B Hotels-Vital Concept p/b KTM \| + 16" \| |                     |            |                                  |             |
| |                     |            |                                  |             |
| Źródło: ProCyclingStats |                     |            |                                  |             |
| Klasyfikacja generalna |                     |            |                                  |             |
| Kolarz | Kolarz              | Państwo    | Drużyna                          | Czas        |
| 1. | Phil Bauhaus        | Niemcy     | Bahrain McLaren                  | 11h 12' 56" |
| 2. | Rui Costa           | Portugalia | UAE Team Emirates                | + 3"        |
| 3. | Nacer Bouhanni      | Francja    | Arkéa-Samsic                     | + 8"        |
| 4. | Youcef Reguigui     | Algieria   | Terengganu Inc-TSG Cycling Team  | + 12"       |
| 5. | Heinrich Haussler   | Australia  | Bahrain McLaren                  | + 13"       |
| 6. | Carlos Barbero      | Hiszpania  | NTT Pro Cycling                  | + 14"       |
| 7. | Siergiej Czerniecki | Rosja      | Gazprom-RusVelo                  | + 15"       |
| 8. | Andreas Kron        | Dania      | Riwal Readynez                   | + 15"       |
| 9. | Matteo Malucelli    | Włochy     | Caja Rural-Seguros RGA           | + 16"       |
| 10. | Jens Debusschere    | Belgia     | B&B Hotels-Vital Concept p/b KTM | + 16"       |

### Etap 4
| \| Klasyfikacja etapu \| Klasyfikacja etapu \| Klasyfikacja etapu \| Klasyfikacja etapu \| Klasyfikacja etapu \| \| Kolarz \| Kolarz \| Państwo \| Drużyna \| Czas \| \| ------------------ \| ------------------ \| ------------------ \| -------------------------------- \| ------------------ \| \| 1. \| Nacer Bouhanni \| Francja \| Arkéa-Samsic \| 3h 21' 55" \| \| 2. \| Niccolò Bonifazio \| Włochy \| Total Direct Énergie \| + 0" \| \| 3. \| Jewgienij Gidicz \| Kazachstan \| Astana \| + 0" \| \| 4. \| Damiano Cima \| Włochy \| Gazprom-RusVelo \| + 0" \| \| 5. \| Ivo Oliveira \| Portugalia \| UAE Team Emirates \| + 0" \| \| 6. \| Adrien Garel \| Francja \| B&B Hotels-Vital Concept p/b KTM \| + 0" \| \| 7. \| Orluis Aular \| Wenezuela \| Caja Rural-Seguros RGA \| + 0" \| \| 8. \| Stephen Bassett \| Stany Zjednoczone \| Rally Cycling \| + 0" \| \| 9. \| Władisław Kulikow \| Rosja \| Gazprom-RusVelo \| + 0" \| \| 10. \| Phil Bauhaus \| Niemcy \| Bahrain McLaren \| + 0" \| |                   |                   |                                  |            |
| |                   |                   |                                  |            |
| Źródło: ProCyclingStats |                   |                   |                                  |            |
| Klasyfikacja etapu |                   |                   |                                  |            |
| Kolarz | Kolarz            | Państwo           | Drużyna                          | Czas       |
| 1. | Nacer Bouhanni    | Francja           | Arkéa-Samsic                     | 3h 21' 55" |
| 2. | Niccolò Bonifazio | Włochy            | Total Direct Énergie             | + 0"       |
| 3. | Jewgienij Gidicz  | Kazachstan        | Astana                           | + 0"       |
| 4. | Damiano Cima      | Włochy            | Gazprom-RusVelo                  | + 0"       |
| 5. | Ivo Oliveira      | Portugalia        | UAE Team Emirates                | + 0"       |
| 6. | Adrien Garel      | Francja           | B&B Hotels-Vital Concept p/b KTM | + 0"       |
| 7. | Orluis Aular      | Wenezuela         | Caja Rural-Seguros RGA           | + 0"       |
| 8. | Stephen Bassett   | Stany Zjednoczone | Rally Cycling                    | + 0"       |
| 9. | Władisław Kulikow | Rosja             | Gazprom-RusVelo                  | + 0"       |
| 10. | Phil Bauhaus      | Niemcy            | Bahrain McLaren                  | + 0"       |

| \| Klasyfikacja generalna \| Klasyfikacja generalna \| Klasyfikacja generalna \| Klasyfikacja generalna \| Klasyfikacja generalna \| \| Kolarz \| Kolarz \| Państwo \| Drużyna \| Czas \| \| ---------------------- \| ---------------------- \| ---------------------- \| ------------------------------- \| ---------------------- \| \| 1. \| Nacer Bouhanni \| Francja \| Arkéa-Samsic \| 14h 34' 49" \| \| 2. \| Phil Bauhaus \| Niemcy \| Bahrain McLaren \| + 2" \| \| 3. \| Youcef Reguigui \| Algieria \| Terengganu Inc-TSG Cycling Team \| + 14" \| \| 4. \| Carlos Barbero \| Hiszpania \| NTT Pro Cycling \| + 16" \| \| 5. \| Siergiej Czerniecki \| Rosja \| Gazprom-RusVelo \| + 17" \| \| 6. \| Andreas Kron \| Dania \| Riwal Readynez \| + 17" \| \| 7. \| Geoffrey Soupe \| Francja \| Total Direct Énergie \| + 18" \| \| 8. \| August Jensen \| Norwegia \| Riwal Readynez \| + 18" \| \| 9. \| Rui Costa \| Portugalia \| UAE Team Emirates \| + 20" \| \| 10. \| Ramūnas Navardauskas \| Litwa \| Nippo-Delko One Provence \| + 28" \| |                      |            |                                 |             |
| |                      |            |                                 |             |
| Źródło: ProCyclingStats |                      |            |                                 |             |
| Klasyfikacja generalna |                      |            |                                 |             |
| Kolarz | Kolarz               | Państwo    | Drużyna                         | Czas        |
| 1. | Nacer Bouhanni       | Francja    | Arkéa-Samsic                    | 14h 34' 49" |
| 2. | Phil Bauhaus         | Niemcy     | Bahrain McLaren                 | + 2"        |
| 3. | Youcef Reguigui      | Algieria   | Terengganu Inc-TSG Cycling Team | + 14"       |
| 4. | Carlos Barbero       | Hiszpania  | NTT Pro Cycling                 | + 16"       |
| 5. | Siergiej Czerniecki  | Rosja      | Gazprom-RusVelo                 | + 17"       |
| 6. | Andreas Kron         | Dania      | Riwal Readynez                  | + 17"       |
| 7. | Geoffrey Soupe       | Francja    | Total Direct Énergie            | + 18"       |
| 8. | August Jensen        | Norwegia   | Riwal Readynez                  | + 18"       |
| 9. | Rui Costa            | Portugalia | UAE Team Emirates               | + 20"       |
| 10. | Ramūnas Navardauskas | Litwa      | Nippo-Delko One Provence        | + 28"       |

### Etap 5
| \| Klasyfikacja etapu \| Klasyfikacja etapu \| Klasyfikacja etapu \| Klasyfikacja etapu \| Klasyfikacja etapu \| \| Kolarz \| Kolarz \| Państwo \| Drużyna \| Czas \| \| ------------------ \| --------------------------- \| ------------------ \| ------------------------------- \| ------------------ \| \| 1. \| Phil Bauhaus \| Niemcy \| Bahrain McLaren \| 3h 18' 57" \| \| 2. \| Nacer Bouhanni \| Francja \| Arkéa-Samsic \| + 0" \| \| 3. \| Arvid de Kleijn \| Holandia \| Riwal Readynez \| + 0" \| \| 4. \| Timothy Dupont \| Belgia \| Circus-Wanty Gobert \| + 0" \| \| 5. \| Imerio Cima \| Włochy \| Gazprom-RusVelo \| + 0" \| \| 6. \| Matteo Malucelli \| Włochy \| Caja Rural-Seguros RGA \| + 0" \| \| 7. \| Youcef Reguigui \| Algieria \| Terengganu Inc-TSG Cycling Team \| + 0" \| \| 8. \| Reinardt Janse van Rensburg \| Południowa Afryka \| NTT Pro Cycling \| + 0" \| \| 9. \| Carlos Barbero \| Hiszpania \| NTT Pro Cycling \| + 0" \| \| 10. \| Jetse Bol \| Holandia \| Burgos-BH \| + 0" \| |                             |                   |                                 |            |
| |                             |                   |                                 |            |
| Źródło: ProCyclingStats |                             |                   |                                 |            |
| Klasyfikacja etapu |                             |                   |                                 |            |
| Kolarz | Kolarz                      | Państwo           | Drużyna                         | Czas       |
| 1. | Phil Bauhaus                | Niemcy            | Bahrain McLaren                 | 3h 18' 57" |
| 2. | Nacer Bouhanni              | Francja           | Arkéa-Samsic                    | + 0"       |
| 3. | Arvid de Kleijn             | Holandia          | Riwal Readynez                  | + 0"       |
| 4. | Timothy Dupont              | Belgia            | Circus-Wanty Gobert             | + 0"       |
| 5. | Imerio Cima                 | Włochy            | Gazprom-RusVelo                 | + 0"       |
| 6. | Matteo Malucelli            | Włochy            | Caja Rural-Seguros RGA          | + 0"       |
| 7. | Youcef Reguigui             | Algieria          | Terengganu Inc-TSG Cycling Team | + 0"       |
| 8. | Reinardt Janse van Rensburg | Południowa Afryka | NTT Pro Cycling                 | + 0"       |
| 9. | Carlos Barbero              | Hiszpania         | NTT Pro Cycling                 | + 0"       |
| 10. | Jetse Bol                   | Holandia          | Burgos-BH                       | + 0"       |

## Klasyfikacje

### Klasyfikacja generalna
| \| Klasyfikacja generalna \| Klasyfikacja generalna \| Klasyfikacja generalna \| Klasyfikacja generalna \| Klasyfikacja generalna \| \| Kolarz \| Kolarz \| Państwo \| Drużyna \| Czas \| \| ---------------------- \| ---------------------- \| ---------------------- \| ------------------------------- \| ---------------------- \| \| 1. \| Phil Bauhaus \| Niemcy \| Bahrain McLaren \| 17h 53' 38" \| \| 2. \| Nacer Bouhanni \| Francja \| Arkéa-Samsic \| + 2" \| \| 3. \| Rui Costa \| Portugalia \| UAE Team Emirates \| + 13" \| \| 4. \| Youcef Reguigui \| Algieria \| Terengganu Inc-TSG Cycling Team \| + 22" \| \| 5. \| Heinrich Haussler \| Australia \| Bahrain McLaren \| + 23" \| \| 6. \| Carlos Barbero \| Hiszpania \| NTT Pro Cycling \| + 24" \| \| 7. \| Siergiej Czerniecki \| Rosja \| Gazprom-RusVelo \| + 25" \| \| 8. \| Andreas Kron \| Dania \| Riwal Readynez \| + 25" \| \| 9. \| Geoffrey Soupe \| Francja \| Total Direct Énergie \| + 26" \| \| 10. \| August Jensen \| Norwegia \| Riwal Readynez \| + 26" \| |                     |            |                                 |             |
| |                     |            |                                 |             |
| Źródło: ProCyclingStats |                     |            |                                 |             |
| Klasyfikacja generalna |                     |            |                                 |             |
| Kolarz | Kolarz              | Państwo    | Drużyna                         | Czas        |
| 1. | Phil Bauhaus        | Niemcy     | Bahrain McLaren                 | 17h 53' 38" |
| 2. | Nacer Bouhanni      | Francja    | Arkéa-Samsic                    | + 2"        |
| 3. | Rui Costa           | Portugalia | UAE Team Emirates               | + 13"       |
| 4. | Youcef Reguigui     | Algieria   | Terengganu Inc-TSG Cycling Team | + 22"       |
| 5. | Heinrich Haussler   | Australia  | Bahrain McLaren                 | + 23"       |
| 6. | Carlos Barbero      | Hiszpania  | NTT Pro Cycling                 | + 24"       |
| 7. | Siergiej Czerniecki | Rosja      | Gazprom-RusVelo                 | + 25"       |
| 8. | Andreas Kron        | Dania      | Riwal Readynez                  | + 25"       |
| 9. | Geoffrey Soupe      | Francja    | Total Direct Énergie            | + 26"       |
| 10. | August Jensen       | Norwegia   | Riwal Readynez                  | + 26"       |

| Klasyfikacja punktowa | Klasyfikacja punktowa       | Klasyfikacja punktowa | Klasyfikacja punktowa           | Klasyfikacja punktowa |
| Kolarz                | Kolarz                      | Państwo               | Drużyna                         | Punkty                |
| --------------------- | --------------------------- | --------------------- | ------------------------------- | --------------------- |
| 1.                    | Nacer Bouhanni              | Francja               | Arkéa-Samsic                    | 51 pkt                |
| 2.                    | Phil Bauhaus                | Niemcy                | Bahrain McLaren                 | 48 pkt                |
| 3.                    | Niccolò Bonifazio           | Włochy                | Total Direct Énergie            | 27 pkt                |
| 4.                    | Timothy Dupont              | Belgia                | Circus-Wanty Gobert             | 17 pkt                |
| 5.                    | Rui Costa                   | Portugalia            | UAE Team Emirates               | 15 pkt                |
| 6.                    | Carlos Barbero              | Hiszpania             | NTT Pro Cycling                 | 15 pkt                |
| 7.                    | Reinardt Janse van Rensburg | Południowa Afryka     | NTT Pro Cycling                 | 15 pkt                |
| 8.                    | Youcef Reguigui             | Algieria              | Terengganu Inc-TSG Cycling Team | 14 pkt                |
| 9.                    | Heinrich Haussler           | Australia             | Bahrain McLaren                 | 12 pkt                |
| 10.                   | Matteo Malucelli            | Włochy                | Caja Rural-Seguros RGA          | 11 pkt                |

| Klasyfikacja punktowa | Klasyfikacja punktowa       | Klasyfikacja punktowa | Klasyfikacja punktowa           | Klasyfikacja punktowa |
| Kolarz                | Kolarz                      | Państwo               | Drużyna                         | Punkty                |
| --------------------- | --------------------------- | --------------------- | ------------------------------- | --------------------- |
| 1.                    | Nacer Bouhanni              | Francja               | Arkéa-Samsic                    | 51 pkt                |
| 2.                    | Phil Bauhaus                | Niemcy                | Bahrain McLaren                 | 48 pkt                |
| 3.                    | Niccolò Bonifazio           | Włochy                | Total Direct Énergie            | 27 pkt                |
| 4.                    | Timothy Dupont              | Belgia                | Circus-Wanty Gobert             | 17 pkt                |
| 5.                    | Rui Costa                   | Portugalia            | UAE Team Emirates               | 15 pkt                |
| 6.                    | Carlos Barbero              | Hiszpania             | NTT Pro Cycling                 | 15 pkt                |
| 7.                    | Reinardt Janse van Rensburg | Południowa Afryka     | NTT Pro Cycling                 | 15 pkt                |
| 8.                    | Youcef Reguigui             | Algieria              | Terengganu Inc-TSG Cycling Team | 14 pkt                |
| 9.                    | Heinrich Haussler           | Australia             | Bahrain McLaren                 | 12 pkt                |
| 10.                   | Matteo Malucelli            | Włochy                | Caja Rural-Seguros RGA          | 11 pkt                |

| Klasyfikacja młodzieżowa | Klasyfikacja młodzieżowa | Klasyfikacja młodzieżowa | Klasyfikacja młodzieżowa         | Klasyfikacja młodzieżowa |
| Kolarz                   | Kolarz                   | Państwo                  | Drużyna                          | Czas                     |
| ------------------------ | ------------------------ | ------------------------ | -------------------------------- | ------------------------ |
| 1.                       | Andreas Kron             | Dania                    | Riwal Readynez                   | 17h 54' 03"              |
| 2.                       | Orluis Aular             | Wenezuela                | Caja Rural-Seguros RGA           | + 16"                    |
| 3.                       | Connor Swift             | Wielka Brytania          | Arkéa-Samsic                     | + 19"                    |
| 4.                       | James Shaw               | Wielka Brytania          | Riwal Readynez                   | + 32"                    |
| 5.                       | Nickolas Zukowsky        | Kanada                   | Rally Cycling                    | + 35"                    |
| 6.                       | Adrien Garel             | Francja                  | B&B Hotels-Vital Concept p/b KTM | + 56"                    |
| 7.                       | Erik Bergström Frisk     | Szwecja                  | Bike Aid                         | + 1' 04"                 |
| 8.                       | Matteo Sobrero           | Włochy                   | NTT Pro Cycling                  | + 2' 10"                 |
| 9.                       | Jurij Natarow            | Kazachstan               | Astana                           | + 2' 13"                 |
| 10.                      | Mathijs Paasschens       | Holandia                 | Bingoal-Wallonie Bruxelles       | + 2' 33"                 |

| Klasyfikacja młodzieżowa | Klasyfikacja młodzieżowa | Klasyfikacja młodzieżowa | Klasyfikacja młodzieżowa         | Klasyfikacja młodzieżowa |
| Kolarz                   | Kolarz                   | Państwo                  | Drużyna                          | Czas                     |
| ------------------------ | ------------------------ | ------------------------ | -------------------------------- | ------------------------ |
| 1.                       | Andreas Kron             | Dania                    | Riwal Readynez                   | 17h 54' 03"              |
| 2.                       | Orluis Aular             | Wenezuela                | Caja Rural-Seguros RGA           | + 16"                    |
| 3.                       | Connor Swift             | Wielka Brytania          | Arkéa-Samsic                     | + 19"                    |
| 4.                       | James Shaw               | Wielka Brytania          | Riwal Readynez                   | + 32"                    |
| 5.                       | Nickolas Zukowsky        | Kanada                   | Rally Cycling                    | + 35"                    |
| 6.                       | Adrien Garel             | Francja                  | B&B Hotels-Vital Concept p/b KTM | + 56"                    |
| 7.                       | Erik Bergström Frisk     | Szwecja                  | Bike Aid                         | + 1' 04"                 |
| 8.                       | Matteo Sobrero           | Włochy                   | NTT Pro Cycling                  | + 2' 10"                 |
| 9.                       | Jurij Natarow            | Kazachstan               | Astana                           | + 2' 13"                 |
| 10.                      | Mathijs Paasschens       | Holandia                 | Bingoal-Wallonie Bruxelles       | + 2' 33"                 |

### Klasyfikacja drużynowa
| Klasyfikacja drużynowa | Klasyfikacja drużynowa           | Klasyfikacja drużynowa | Klasyfikacja drużynowa |
| Drużyna                | Drużyna                          | Państwo                | Czas                   |
| ---------------------- | -------------------------------- | ---------------------- | ---------------------- |
| 1.                     | Riwal Readynez                   | Dania                  | 53h 42' 33"            |
| 2.                     | Total Direct Énergie             | Francja                | + 16"                  |
| 3.                     | Astana                           | Kazachstan             | + 30"                  |
| 4.                     | NTT Pro Cycling                  | Południowa Afryka      | + 33"                  |
| 5.                     | Nippo Delko One Provence         | Francja                | + 35"                  |
| 6.                     | Caja Rural-Seguros RGA           | Hiszpania              | + 35"                  |
| 7.                     | B&B Hotels-Vital Concept p/b KTM | Francja                | + 40"                  |
| 8.                     | Arkéa-Samsic                     | Francja                | + 1' 43"               |
| 9.                     | Bingoal-Wallonie Bruxelles       | Belgia                 | + 2' 56"               |
| 10.                    | Gazprom-RusVelo                  | Rosja                  | + 3' 01"               |